# Contea di Williamson (Tennessee)
La contea di Williamson, in inglese Williamson County, è una contea dello Stato del Tennessee, negli Stati Uniti. La popolazione al censimento del 2000 era di 126 638 abitanti. Il capoluogo di contea è Franklin.